# Manufacture de cuivre Contamine de Fromelennes
La manufacture de cuivre Contamine de Fromelennes est une ancienne usine de transformation du cuivre située à Fromelennes, dans les Ardennes, en France, active de 1806 à 1940. Le site est recensé dans l'Inventaire général du patrimoine culturel depuis 2007.

## Histoire

### Création
La manufacture de cuivre Contamine de Fromelennes est créée par Gédéon de Contamine. Né en 1764 à Givet, fils de diplomate et royaliste, Gédéon de Contamine a passé une dizaine d'années en exil en Angleterre pendant la Révolution française, où il a été témoin des débuts de la Révolution industrielle et s'est particulièrement intéressé à l'industrie du cuivre. À son retour dans les Ardennes, il s'emploie à développer cette industrie dans son pays avec l'aide d'un ouvrier anglais nommé Maus. Après une première expérience de fonderie de laiton à Givet, il sollicite en 1804 « l'octroi de construire sur le ruisseau flottable de Houille une manufacture de cuivre jaune et rouge, laminé, particulièrement pour le doublage des vaisseaux, avec batterie et tréfilerie ».
La manufacture est construite en 1806. Elle s'inscrit dans le développement industriel de la vallée forestière de la Houille, dans la pointe de Givet, qui se spécialise dans l'industrie du cuivre : elle avait été précédée par la manufacture Jacquier de Rosée à Landrichamps dès 1787. Située au lieu-dit de la Houillette, la manufacture réalise le laminage du cuivre jaune, pour produire principalement des tôles de doublage de coques de bateaux.

### Première moitié du XIXe siècle
Dans la première moitié du XIXe siècle, la manufacture de cuivre Contamine de Fromelennes connaît plusieurs propriétaires successifs tout en poursuivant son activité.
Gédéon de Contamine la vend en 1811 à Raymond de Montagnac de Chauvence, qui la met en location deux ans plus tard à Pierre Saillard. L'usine est revendue en 1830 à Jean-Baptiste Aufrère de la Treuille, Pierre Saillard en restant le gérant.
Entre 1835 et 1878, l'usine appartient aux frères Estivant, qui sont une importante famille d'industriels de Givet, ayant construit leur fortune dans la tannerie et la production de colle. Ils sont également à la tête d'un groupe d'usines de cuivre dans la vallée de la Houille.
À la même époque, d'autres manufactures de cuivre sont créées dans la vallée de la Houille, notamment la future usine Tréfimétaux de Fromelennes. Elles emploient de nombreux ouvriers et sont à l'origine de la forte croissance démographique de la commune, qui passe de 234 habitants en 1801 à 714 habitants en 1851.

### Deuxième moitié du XIXe siècle
À la fin du XIXe siècle, la concentration de l'industrie du métal conduite à l'intégration de la manufacture de cuivre Contamine de Fromelennes à de grands groupes industriels. Après la mort de Félix Estivant, son frère Édouard Estivant vend ses usines à Pierre Eugène Secretan : la manufacture de cuivre Contamine de Fromelennes intègre alors la Société Métallurgique du cuivre en 1876, puis celle-ci fusionne en 1881 pour donner la Société Industrielle et Commerciale des Métaux. Cette dernière est enfin reprise en 1892 par la Compagnie française des métaux.
Durant cette période, une salle des machines est créée. En 1878, l'activité de laminage emploie 47 ouvriers.
Le développement de l'industrie du cuivre se poursuit dans la vallée de la Houille, et la commune de Fromelennes passe ainsi de 714 habitants en 1851 à 1285 en 1901.

### Première moitié du XXe siècle
Dans la première moitié du XXe siècle, l'activité de la manufacture de cuivre Contamine de Fromelennes décline progressivement. Elle cesse toute activité en 1940.

### Période contemporaine
Après la cessation d'activité, le site change d'usage et est divisé en plusieurs habitations.

## Patrimoine architectural
L'état de conservation des bâtiments, malgré le changement d'usage ancien, en font un site d'intérêt patrimonial pour les autorités françaises. La manufacture de cuivre Contamine de Fromelennes est ainsi recensée dans l'Inventaire général du patrimoine culturel en 2007, dans le cadre d'une étude sur les fonderies de cuivre des Ardennes.
La manufacture de cuivre Contamine de Fromelennes comporte dès sa construction trois bâtiments de production, construits en pierre bleue de Givet. Leurs toits sont à longs pans et demi-croupe, avec des charpentes en bois apparentes couvertes d'ardoise. Le bâtiment central, encadré par deux roues de 8,50 m de diamètre, est équipé de trois laminoirs, dont un provenant de Liège et de cinq fours. Le bâtiment ouest abrite une tréfilerie, tandis que le bâtiment ouest comprend les batteries de cuivre et martinets.
Un bâtiment supplémentaire est construit à la fin du XIXe siècle ou au début du XXe siècle afin de créer une salle des machines.
Les bâtiments de production sont encadrés de logements de contremaîtres à deux étages carrés, construits dans les mêmes matériaux avec des toits brisés en pavillon.
Le site compte également un bassin de quarante mètres de forme elliptique situé à l'arrière, destiné à retenir les eaux de la Houille afin d'alimenter les deux roues à eau du bâtiment central de production.